# Nanostrangalia chujoi
Nanostrangalia chujoi är en skalbaggsart som först beskrevs av Mitono 1938.  Nanostrangalia chujoi ingår i släktet Nanostrangalia och familjen långhorningar.
Artens utbredningsområde är Taiwan. Inga underarter finns listade i Catalogue of Life.